# RIFT
RIFT (ehemals RIFT: Planes of Telara) ist ein 2011 veröffentlichtes Massively Multiplayer Online Role-Playing Game von Trion Worlds. Angekündigt wurde es im Juni 2008 als Projekt des Entwicklers Jon Van Caneghem bei Trion World Network. Nachdem es erst als namenloses Projekt entwickelt wurde, wurde es auf der E3 2009 unter dem Namen „Heroes of Telara“ vorgestellt. Seit April 2010 wird es unter dem Namen RIFT mit dem Zusatz „Planes of Telara“ beworben.
Das Spiel erschien in Nordamerika am 1. März und in Europa am 4. März 2011.

## Entwicklung
Entwickelt wird das Spiel von Trion World Network, einem 2006 von Jon Van Caneghem in Kalifornien gegründeten Unternehmen. Das Spiel benutzt eine stark modifizierte Gamebryo-Engine, die auch schon bei Spielen wie Oblivion, Warhammer Online und Civilization 4 zum Einsatz kommt. Besonderes Augenmerk wurde bei der Entwicklung des Spieles auf dynamische Spielinhalte gelegt. Während der geschlossenen Betaphase fanden eine Reihe von sogenannten Beta-Events statt, in denen verschiedene Aspekte des Spieles angetestet werden konnten. Auch eine offene Beta wurde veranstaltet, bevor Abonnenten, die das Spiel vorbestellt hatten, ab dem 24. Februar 2011 spielen konnten.
Nach Angaben des Entwicklers im August 2010 betrugen die Entwicklungskosten über 50 Millionen US-Dollar. Noch vor Beginn der Frühstartphase ab dem 24. Februar 2011 wurde die Marke von einer Million registrierter Accounts erreicht. Das erste größere Update für das Spiel wurde am 30. März 2011 eingespielt. Es umfasst ein weltweites Event sowie eine neue Schlachtzuginstanz namens „Der Seelenfluss“. Inzwischen ist das Spiel in der Version 2.0 angekommen. Anfang 2012 wurde bekannt, dass das Spiel in zehn Monaten 100 Millionen US-Dollar Ertrag erzielte.
Im Zuge der E3 2012 wurde das erste Add-on namens Storm Legion angekündigt, welches unter anderem zwei neue Kontinente, vier neue Seelen (je eine für jede Berufung), zehn weitere Level und neue Dungeons und Schlachtzüge mit sich bringt. Es erschien am 13. November 2012.
RIFT ist seit 12. Juni 2013 zum Free-2-Play-Spielmodell gewechselt.
Am 4. Oktober 2014 gab Trion Worlds bekannt, die Veröffentlichung von Rift 3.0 (Nightmare Tide) von dem 8. Oktober 2014 auf den 22. Oktober 2014 zu verschieben. Diese Erweiterung bringt wiederum vier neue Seelen, neue Dungeons und Schlachtzüge sowie neue Ausrüstungsplätze und eine Erhöhung der Level Grenze auf 65 mit sich. Seit Dezember 2015 befindet sich RIFT in der Version 3.5.
Am 16. November 2016 veröffentlichte Trion Worlds die Version 4.0, welche einen neuen Kontinent mit fünf neuen Ländern sowie eine Levelerhöhung auf 70 enthält.

## Spielelemente

### Geschichte
Die Welt Telara wurde von der sogenannten Wache erschaffen und mit einem Schutz versehen, um sie vor Regulos dem Zerstörer, dem Vernichter der Welten, zu schützen. Dieser Schutz wurde jedoch in der Geschichte Telaras beschädigt und so entstehen Risse zwischen den verschiedenen Ebenen, durch die feindlich gesinnte Kreaturen nach Telara dringen.
Um der Gefahr zu begegnen, werden in den Schattenländern frühere Helden Telaras wiedergeboren. Unter diesen Helden bildeten sich zwei Fraktionen heraus: Der heilige Orden der Wächter, dessen Mitglieder glauben, durch den Willen der Götter wiedergeboren zu sein und die Skeptiker, die sich der Magie der Technik verschrieben haben. Beide Gruppierungen haben das Ziel, die Welt Telara vor den anderen Ebenen zu beschützen. Jedoch möchte auch jede Gruppierung die Welt nach ihren eigenen Ideen gestalten. Aus diesem Grunde bekämpfen sie sich untereinander.

### Fraktionen, Rassen und Klassen
Der Spieler muss sich mit der Charaktererschaffung für eine der zwei verfeindeten Fraktionen entscheiden. Zur Fraktion der Wächter gehören die Rassen der Zwerge, Hochelfen und Mathosianer (Menschenvolk). Auf Seiten der Skeptiker kämpft man als Ethianer (Wüstenmenschen), Bahmi (Abkömmlinge von Luft-Elementaren) oder Kelari (Elfenvolk). Weiterhin muss sich der Spieler für eine von fünf Charakterklassen (Krieger, Kleriker, Schurke, Magier oder Primalist) entscheiden. Im Laufe des Spieles spezialisiert sich ein Charakter dann weiter, indem insgesamt drei sogenannte Seelen ausgewählt werden. Eine Auswahl verschiedener Seelen steht für jede Klasse zur Verfügung, die der Spieler frei wählen und kombinieren kann. Zwei Seelen sind per Stand Jänner 2016 jeweils kostenpflichtig zu erwerben, bevor diese genutzt werden können. Jede Seele stellt einen Talentbaum dar, in dem der Spieler entscheiden kann, welche Fähigkeiten er erlernen möchte. Dadurch ergibt sich eine große Vielfalt an möglichen Charakterkonzepten. Für den Kleriker gibt es beispielsweise die Auswahl zwischen den Seelen Läuterer, Inquisitor, Schildwache, Rächer, Schamane, Bewahrer, Druide, Orakel, Schänder und Kabbalist. Je nach Auswahl der Seelen kann ein Geistlicher am Ende als Heiler die Lebenspunkte seiner Verbündeten wiederherstellen, sie mit magischen Schilden vor Schaden beschützen, als Tank sich schützend vor die Gruppe stellen oder als offensiver Kämpfer Feinden Schaden zufügen.
Jede Charakterklasse hat von Beginn an acht Seelen zur Verfügung, die beliebig kombiniert werden aber immer nur drei gleichzeitig aktiv sein können. In sogenannten „Rollen“ werden bis zu 20 bevorzugte Seelenkombinationen gespeichert, welche außerhalb eines Kampfes aktiviert werden können.

### Spielwährung und Rufstufen
Die Währung mit der Handel betrieben werden kann unterteilt sich wie folgt:
- Silber-Gold-Platin
- 100 Silber = 1 Gold
- 100 Gold = 1 Platin

Planarit und Quellsteine: Außer den klassischen Zahlungsmitteln wie Gold oder Platin gibt es sogenanntes Planarit und verschiedene Quellsteine (nach Level gestaffelt), welche durch Schließen von Rissen und Bekämpfen von Invasionen erbeutet werden können. Diese speziellen Währungen erlauben es dem Spieler sogenannte Ebenenwaren (Essenzen und Rüstungen) bei bestimmten Händlern zu erwerben.
Gunst: Gunst ist das Zahlungsmittel im PvP und wird durch das Besiegen von Spielercharakteren oder Abschließen von PvP-Quests erworben. Durch Gunst erhält der Spieler die Möglichkeit bestimmte Boosts zu erwerben
Instanz-Abzeichen: Durch das Besiegen von Bossen und das Abschließen von Instanzen erhält der Spieler je nach Instanz-Schwierigkeit verschiedene Belohnungsmarken. Diese können bei speziellen Händlern gegen Ausrüstungsteile eingetauscht werden, die Rüstungsteilen aus der jeweiligen Instanz entsprechen.
Handwerksabzeichen: Durch Abschließen von wiederholbaren Quests eines Handwerksberufs erhält der Spieler verschiedene Arten von Handwerksabzeichen. Diese können gegen Rezepte für den jeweiligen Handwerksberuf eingetauscht werden.
Marken für globale Ereignisse: Bei regelmäßig wechselnd stattfindenden globalen Ereignissen gibt es meist separate Währungen, die gegen spezielle Belohnungen im Rahmen dieses Ereignisses eingetauscht werden können.
Rufstufen/Bekanntheitsgrad

Der Spieler erhöht durch Lösen von Aufgaben, Durchlaufen von Instanzen, Schließen von Rissen und Überwältigen von Invasionen/Weltbossen Ansehen bzw. Ruf der jeweiligen Zonen- oder Ebenenfraktion. Sobald man sich in einer Zone einen gewissen Ruf erarbeitet hat, kann man sich bei den Rufhändlern beispielsweise Rüstungen, Waffen, Schmuck, Reittiere, Runen, Buff-food, Rezepte oder Begleiter kaufen. Diese Ansehensstufen unterteilen sich wie folgt:
| Rang          | nötige Rufpunkte |
| ------------- | ---------------- |
| Neutral       | -                |
| Verbündeter   | 3000             |
| Dekoriert     | 10000            |
| Geschätzt     | 20000            |
| Verehrt       | 35000            |
| Verherrlicht  | 60000            |
| Hochgeschätzt | 90000            |

### Reisen
Während man die gesamte Welt auf direktem Wege erkunden kann, da die einzelnen Gebiete nicht direkt voneinander getrennt sind, sondern eine durchgehende Welt darstellen, kann man auch auf das Portikulum-System zurückgreifen. Dabei handelt es sich um Teleporter, die den Spieler gegen eine geringe Gebühr (in Spielwährung) zwischen wichtigen Punkten ohne Zeitverlust bewegen.
Auch gibt es die Möglichkeit Reittiere zu erwerben. Sobald der Spieler über eine ausreichende Menge an Spielwährung verfügt, kann er sich ein Reittier kaufen, dass eine um 60 % erhöhte Bewegungsgeschwindigkeit hat. Das Reittier mit 60 % Bewegungsgeschwindigkeit setzt keine Spielerstufe voraus. Ab Stufe 25 hat der Spieler die Möglichkeit Reittiere mit 90 % beziehungsweise ab Stufe 50, 110 %,ab Stufe 51, 130 %, ab Stufe 60,150 % und ab Stufe 65,155 % Geschwindigkeitsbonus zu erwerben. Ein Spieler kann eine beliebige Anzahl dieser Reittiere besitzen, wobei diese keinen Inventarplatz beanspruchen. Viele außergewöhnliche Reittiere sind nur erhältlich, wenn man bei bestimmten Gruppierungen in der Spielwelt sich einen entsprechenden Ruf/Bekanntheitsgrad erspielt hat, bzw. durch Teilnahme an bestimmten Events (z. B.: Wasser-Saga).

### Handwerksberufe
Der Spieler hat die Möglichkeit, Berufe zu erlernen, wobei sich ein Beruf aus unterschiedlichen Sammel- und Fertigungsberufen zusammensetzt. Die hergestellten Gegenstände können mit anderen Spielern derselben Fraktion gehandelt oder im Auktionshaus verkauft werden.
| Fertigung          | Sammelfertigkeiten       | Aufgabe                                                                    |
| ------------------ | ------------------------ | -------------------------------------------------------------------------- |
| Apotheker          | Schlachtung, Sammelkunde | fertigt Tränke, Zaubertränke & Farben                                      |
| Rüstungsschmied    | Schlachtung, Bergbau     | fertigt Ketten- und Plattenrüstungen sowie Schilde & Rüstungsverstärkungen |
| Kunsthandwerker    | Sammelkunde, Bergbau     | fertigt Schmuck & Waffen für Zauberwirker                                  |
| Ausstatter         | Schlachtung              | fertigt Stoff- & Lederrüstung sowie Taschen                                |
| Runenfertiger      | Runenbrechen             | fertigt magische Runen für Ausrüstungsstücke                               |
| Waffenschmied      | Sammelkunde, Bergbau     | fertigt alle Arten von Waffen außer Stäbe & Zauberstäbe                    |
| Überlebenskünstler | Fischen                  | stellt spezielle Nahrung zur Verbesserung von Fähigkeiten her              |
| Traumweber         | Traumweber               | fertigt Dimensionen, Dimensionsgegenstände und Orbs                        |

### Risse
In der gesamten Spielwelt können zufällig sogenannte Risse entstehen, die dem Spiel auch seinen Namen verleihen (vom englischen Rift: Riss). Diese Risse sind Portale von der Spielwelt in eine der anderen Ebenen (Tod, Wasser, Luft, Erde, Feuer, Alptraum oder Leben). Ein Riss kündigt sich durch einen Spalt an. Der Spieler hat die Möglichkeit, aus einem Spalt einen Riss zu provozieren. Wird dem Spalt keine Beachtung geschenkt, entwickelt sich dieser automatisch nach einer bestimmten Zeit zu einem Riss oder verschwindet. Wird ein solcher Spalt von einem Spieler aktiviert, oder betritt der Spieler einen bereits entstandenen Riss, so beginnt ein Kampf gegen Kreaturen, die aus dem Portal hervorströmen. Jeder Spieler, der sich in einem bestimmten Umfeld um den Riss befindet, kann an dem Kampf teilnehmen. Werden die auftauchenden Gegner in mehreren Phasen erfolgreich besiegt, verschließt sich der Riss wieder und alle beteiligten Spieler werden mit Beutegegenständen belohnt. Werden die Gegner jedoch nicht besiegt, so beginnen sie nach einer gewissen Zeit selbständig durch die Welt zu ziehen als sogenannte Invasionen. Sie können so Siedlungen in der Spielwelt erobern und eigene Stützpunkte errichten. Dadurch kann es dazu kommen, dass dem Spieler freundlich gesinnte Spielfiguren wie Händler oder Auftraggeber nicht erreichbar sind, weil eine Invasion einen Außenposten oder ein kleines Dorf besetzt hat. Des Weiteren erscheinen pro Zone mehrere sogenannte „Eventbosse“. Diese kündigen sich durch Invasionen der jeweiligen Ebenen an. Alle Spieler, die sich in dieser Zone aufhalten, erhalten automatisch eine öffentliche Aufgabe (Quest), die in der Regel nur mit mehreren Gruppen (Schlachtzug) bewältigt werden kann. Aus diesen Punkten ergibt sich eine stark dynamische Welt, die als besonderes Feature des Spiels herausgestellt wird.
Im späteren Spielverlauf gibt es zusätzlich zu den zufällig erscheinenden Rissen noch sogenannte Experten- und Schlachtzugrisse. Diese sind als Herausforderung für Gruppen von Spielern konzipiert und bieten eine ähnliche Herausforderung wie die instanzierten Dungeons.

### Artefakte
In der Spielwelt verteilt finden sich sogenannte Artefakte. Dies sind Gegenstände, die man durch Benutzung zu der Artefakt-Sammlung seines Charakters hinzufügen kann. Sie unterteilen sich dabei in einzelne Sets von Artefakten. Hat ein Spieler ein solches Set vollständig gesammelt, so kann er hierfür eine Belohnung erhalten.
Einige Artefakte sind seltener als andere und oftmals finden sich diese nur an schwer zugänglichen Orten wie Berggipfeln oder in einem Flussbett. Manche Artefakte sind nur auffindbar, solange der Spielcharakter eine bestimmte Fähigkeit aktiviert hat.

### Chroniken, Dungeons & Schlachtzüge
Es existieren mehrere instanzierte Gebiete, die von je nach Art einzelne Spielern oder Duo-Gruppen (Chroniken), Spielern in einer Gruppe bestehend aus maximal fünf Charakteren (Dungeons) oder Schlachtzuggruppen aus zehn oder 20 Spielern erkundet werden können. Jede Gruppe erhält dabei eine eigene Instanz eines Gebietes, die sie ohne Einwirken von anderen Spielern bezwingen können. In jedem dieser Gebiete stehen mehrere besonders starke Gegner (sogenannte Bosse) bereit, deren Bezwingen dem Erfüllen von Quests sowie dem Erwerb von Ausrüstung und so genannte Marken dient. Diese Marken können gegen bessere Ausrüstung eingetauscht werden, ohne diese von Bossen zu erhalten (allerdings sind dies nicht die gleichen Gegenstände). Es besteht jederzeit die Möglichkeit, das Gebiet zu verlassen und zu einem späteren Zeitpunkt zurückzukehren, oder die Instanz in ihren Ausgangszustand zurückzusetzen, dies ist allerdings nur bei normalen Instanzen möglich. Die Möglichkeit, ein instanziertes Gebiete zurückzusetzen ist in vielen Fällen eingeschränkt (Schlachtzüge nur einmal pro Woche) und wird normalerweise am Mittwoch (UTC) automatisch erledigt. Im Laufe des Spieles stehen je nach Level des Charakters verschiedene dieser Instanzen zur Verfügung. Je weiter sich der Charakter fortbildet (Stufen gewinnt), desto mehr Dungeons, bzw. instanzierte Gebiete stehen dem Charakter offen.
Chroniken sind für Einzelspieler oder zu zweit betretbar. Sie spielen meist in den gleichen Szenerien wie die Schlachtzüge und erzählen die Geschichte selbiger nach. Dadurch wird Spielern, die nicht die anspruchsvollen Versionen für 10 oder 20 Spieler bestreiten möchten, die Möglichkeit geboten, die Geschichte dieser Gebiete kennenzulernen. Mit Einführung der Chroniken wurde eine sogenannte Einstimmungszeremonie für Einzelspieler eröffnet, die in der jeweiligen Hauptstadt der Fraktionen spielt, sowie je eine zwei-Spieler-Variante der Schlachtzüge „Grünschuppes Pesthauch“ und „Festung Hammerhall“. Seit Patch 1.7 steht auch die Schlachtzuginstanz „Der Seelenfluss“ als Chronik zur Verfügung.
Dungeons sind ausgelegt für Gruppen von fünf Spielern. Im Bereich bis zum Erreichen des Maximallevels sind sie gestaffelt nach aktuellem Charakterlevel betretbar. Mit Erreichen der Höchststufe (Level 50/60/65) können die Spieler eine schwere Version jedes Dungeons betreten. In diesen sogenannten Experten-Versionen stehen meist mehr und stärkere Gegner zur Verfügung. Hier muss in folgende Gruppen differenziert werden: Classic-Dungeons (1-50), Storm-Legion-Dungeons (51-60) und Nightmare-Tide-Dungeons (61-65).
Patch 1.5 brachte eine weitere Schwierigkeitsstufe „Meistermodus“ ins Spiel, wobei derzeit nur die Finstere Tiefen und seit Version 1.7 die Hermesstab-Anhöhe als Meister-Instanzen verfügbar sind. Es sind bisher nur diese zwei genannten Dungeons im Meistermodus spielbar.
Mit dem Patch auf 1.2 „Kriegsbeute“ wurde unter anderem auch ein Gruppen-Finder-Tool für Instanzen ins Spiel eingebaut. Dort können sich Spieler, die ein Dungeon betreten wollen, anmelden und es werden automatisch fünf Spieler zusammengeführt (auch über verschiedene Shards hinweg), die gemeinsam dann in die entsprechende Instanz geschickt werden. Dabei kann jeder Spieler seine möglichen Spielpositionen wählen: Tank (Blocker, Spielmacher), Heiler (entgegenwirken von eingehenden Schadenseffekten), Schadensausteiler oder Support (Unterstützung in vielerlei Hinsicht). Eine Dungeongruppe besteht laut Gruppen-Finder-Tool aus einem Tank, einem Heiler, einem Supporter und zwei Schadensausteiler, wobei der Supporter in vielen Gruppen ebenfalls Schadensausteiler spielt. Spieler können nur die Rollen anfangs anwählen, für die sie auch die Voraussetzung erfüllen (ein Tank kann beispielsweise nur bei einer gewissen Menge an Attributen auch als Tank anmelden). Damit wurde das Problem von Grund auf beseitigt, dass sich Spieler für Positionen anmelden, die sie nicht beherrschen.
Die dritte Klasse von Instanzen sind die sogenannten Splitter, die mit bis zu zehn Spielern gleichzeitig bestritten werden können. Eingeführt wurde diese Art von Instanzen mit dem Patch 1.2 mit dem Splitter Güldene Prophezeiung. Später folgten Überflutete Hallen mit Patch 1.4 und Aufstieg des Phönix mit 1.6.
Als letzte Variante von Instanzen existieren Schlachtzüge. Diese sind für insgesamt 20 Spieler (vier Spielergruppen) ausgelegt und entsprechend mit sehr starken Monstern besetzt. Mit Veröffentlichung des Spieles stand eine dieser Schlachtzuginstanzen mit Namen „Grünschuppes Pesthauch“ zur Verfügung, in der die Spieler dem Drachen Grünschuppe gegenüberstehen, der der Ebene des Lebens entstammt.
Mit dem Patch 1.1 des Spieles (eingespielt einen Monat nach Veröffentlichung) wurde ein weltweites Event im Spiel gestartet, an dessen Ende die zweite Schlachtzuginstanz „Der Seelenfluss“ für die Spieler eröffnet wurde.
Das Update 1.3 „Wogen des Wahnsinns“ startete ein weiteres weltweites Event, das zur Eröffnung der 20-Mann-Raidinstanz Hammerhall führte.

### PvP (Spieler gegen Spieler)
Für den Kampf von Spielern gegen andere Spieler (genannt PvP, im Unterschied zu PvE – dem Kampf von Spielern gegen die Umgebung – meist Monster) stehen grundsätzlich drei Spielprinzipien zur Verfügung:

#### Kriegsfronten
In Kriegsfronten (auch bekannt als Schlachtfelder) gibt es die Möglichkeit, in festen Gruppengrößen gegeneinander anzutreten. Ein Spieler kann sich für ein solches Kampfszenario anmelden und sobald genug Teilnehmer vorhanden sind, wird eine Instanz der Kriegsfront für diese Spieler erstellt. Dabei können auch Teilnehmer von verschiedenen Spielservern in den Kriegsfronten aufeinander treffen. Trifft man auf Mitspieler von einem anderen Server, so wird der entsprechende Spieleserver hinter dem Namen des Spielers angezeigt. Jede Kriegsfront hat jeweils ein spezielles Ziel, dessen Erfüllung den Sieg für eine der beiden kämpfenden Parteien bedeutet. Es gibt die Kriegsfrontkarten Der Kodex, Karthagrat, Der Schwarze Garten (in verschiedenen Varianten), Das Verseuchte Vorzimmer, die Weißfallsteppen, Kampf um Sprosshafen, die Ghar-Station Eyn sowie der Sturm auf das Bronzegrab.

#### Open PvP
Alternativ zum szenarienbasierten Kampf in den Kriegsfronten gibt es auch die Möglichkeit, in der normalen, nicht instanzierten, Spielwelt gegeneinander zu kämpfen. Diese Spielmechanik wird im Allgemeinen Open PvP genannt, weil sie in der offenen Welt und nicht in einem abgeschlossenen Szenario stattfindet. Je nach Typ des Servers gelten hierbei unterschiedliche Regeln: Auf PvE-Servern haben die Spieler selber die Wahl, ob sie an diesem offenen Kampf teilnehmen möchten. Sie können sich explizit bereit erklären, am Open PvP teilzunehmen und somit jederzeit durch Spieler der gegnerischen Fraktion angreifbar zu sein. Auf den PvP-Servern hingegen ist die Teilnahme nicht freiwillig. Spieler sind hier automatisch für den PvP-Kampf markiert und können jederzeit von feindlichen Spielern angegriffen und getötet werden.

### Eroberung
Die Eroberung findet stündlich entweder in Stillmoor oder in den Steppen der Unendlichkeit statt. Es treten drei große Teams, in der Regel aus 60-140 Spielern bestehend gegeneinander an. Bei diesem Spielprinzip geht es darum, entweder Stillmoor durch die Kontrolle von Extraktoren zu übernehmen oder die Steppen durch Polaritätsverschiebungen zu erobern.
Die Gewinnermannschaft erhält die Chance auf seltene Gegenstände, die nach dem Besiegen des Endbosses bei einer Truhe "gelootet" werden können.

#### Belohnungen
Durch das Bekämpfen von anderen Spielern erhalten die Spielfiguren Gunst. Sowohl das direkte Töten eines Feindes als auch das Erfüllen besonderer PvP-Quests oder die Teilnahme an Kriegsfronten werden mit dieser speziellen Währung entlohnt. Für diese Gunst können verschiedene Gegenstände gekauft werden, die speziell für den PvP-Kampf gedacht sind. Nach Erreichen des Levels 50 steigt durch die (erfolgreiche) Teilnahme an PvP-Aktivitäten zusätzlich das Prestige des Charakters und es können verschiedene Prestigeränge erreicht werden. Ein höherer Prestigerang ermöglicht den Zugang zu weiterer Ausrüstung, besonderen Titeln oder zusätzlichen Fähigkeiten.

#### PvP-Risse
Mit Patch 1.4 wurden sogenannte PvP-Risse eingefügt. Spieler können aus einem Schlachtzugs-Spalt einen solchen PvP-Riss entstehen lassen. Die öffnende Fraktion muss für ein erfolgreiches Abschließen des Risses Aufgaben erledigen, die feindliche Fraktion muss dies verhindern und den Riss zerstören. Neben individuellen Belohnungen, wie Gunst oder Ruf erhalten alle Spieler der siegreichen Fraktion einen Verstärkungszauber, der zonenübergreifend Boni gewährt.

### Sonstiges
Das Spiel enthält viele der MMO-typischen Elemente wie Gildensystem, Post, Auktionshäuser, Handwerks- und Sammelfertigkeiten und auch ein umfangreiches PvP-System.
Im Kaufpreis des Spiels inbegriffen waren ursprünglich 30 Tage Spielzeit. Zum weiteren Spielen war ähnlich wie bei anderen Titeln des Genres lange Zeit eine monatliche Gebühr zu bezahlen. Diese konnte in Form eines Abonnements oder durch sogenannte Spielzeit-Karten erworben werden. Seit dem 11. Juni 2013 ist keine monatliche Gebühr mehr notwendig.
Accountsicherheit
Seit dem 18. März 2011 wurde eine sogenannte Münzsperre zum Schutz der Spielerkonten eingeführt. Meldet sich der Spieler von einem anderen Computer auf den Servern an, so kann er keine Veränderungen am Charakter vornehmen. Dazu zählen: keine Löschung von Charakteren, kein Handel mit Spielern, kein Verkauf oder Zerstörung von Gegenständen und kein Zugriff auf das Auktionshaus um Gegenstände zu kaufen oder zu verkaufen. Nach der Anmeldung erhält der Benutzer eine E-Mail mit einem zufällig generierten Code. Dieser Code hebt die Münzsperre und alle damit verbundenen Einschränkungen auf.
Außerdem kann man sich auch einen Authenticator für das Handy – sofern dieses ein Windows Phone, iOS oder Android ist – herunterladen und so zusätzlich den Account schützen. Der Authenticator generiert hierbei alle 30 Sekunden einen zufälligen Zahlencode, den der Spieler zusätzlich zur Eingabe des Passwortes beim Einloggen angeben muss – somit ist dies ein zusätzlicher Schutzmechanismus, selbst wenn das Passwort gehackt wurde.
App zum Spiel
Im Januar 2012 veröffentlichte der Hersteller eine App für Handys, über die mobil auf Teile des Spiels zugegriffen werden kann und in kleinen Mini-Spielen Belohnungen freigespielt werden können.
Die App wurde wieder eingestellt. Aber Ingame können jetzt die Schergen diesen Service zum Teil übernehmen und Belohnungen, Artefakte etc. sammeln.

## Rezeption
RIFT bekam überwiegend positive Bewertungen.

“With endless rifts that constantly alter zone dynamics and one of the most complex class systems we've ever seen, Rift is a welcome breath of fresh air in the fairly stagnant world of MMORPGS. Now it faces the challenge of offering the same great experience for its endgame.”

„Mit endlosen Rissen, die die Zonendynamik ständig verändern, und einem der komplexesten Klassensysteme, die wir je gesehen haben, ist Rift ein willkommener Hauch frischer Luft in der ziemlich stagnierenden Welt der MMORPGS. Jetzt steht es vor der Herausforderung, das gleiche großartige Erlebnis für sein Endspiel zu bieten.“

“There's a steep learning curve, but once you're comfortable with what Rift offers, you will find a deeply immersive experience.”

„Es gibt eine steile Lernkurve, aber sobald Sie sich mit den Angeboten von Rift vertraut gemacht haben, werden Sie ein zutiefst fesselndes Erlebnis erleben.“

“Absolutely colossal, Rift aims high and hits its mark, proving that theres room to grow within the traditional MMO format.”

„Absolut kolossal, Rift hat hohe Ziele und trifft sein Ziel und beweist, dass es im traditionellen MMO-Format Raum für Wachstum gibt.“